# Coppa Europa di sci alpino 1981
La Coppa Europa di sci alpino 1981 fu la 10ª edizione della manifestazione organizzata dalla Federazione Internazionale Sci.
In campo maschile l'austriaco Ernst Riedlsperger si aggiudicò la classifica generale; i suoi connazionali Bernhard Flaschberger e Hubert Strolz vinsero rispettivamente quella di discesa libera e quella di slalom gigante, lo svedese Lars-Göran Halvarsson quella di slalom speciale. L'italiano Siegfried Kerschbaumer era il detentore uscente della Coppa generale.
In campo femminile la canadese Diane Haight si aggiudicò la classifica generale; l'italiana Maria Laura Alberti vinse quella di discesa libera, la spagnola Blanca Fernández Ochoa quella di slalom gigante e la polacca Dorota Tlałka quella di slalom speciale. L'austriaca Erika Gfrerer era la detentrice uscente della Coppa generale.

## Uomini

### Classifiche

#### Generale
| Pos. | Nome               | Nazione  | Punti |
| ---- | ------------------ | -------- | ----- |
| 1    | Ernst Riedlsperger | Austria  | 189   |
| 2    | Peter Lüscher      | Svizzera | 135   |
| 3    | Gustav Oehrli      | Svizzera | 131   |

#### Discesa libera
| Pos. | Nome                  | Nazione  | Punti |
| ---- | --------------------- | -------- | ----- |
| 1    | Bernhard Flaschberger | Austria  | 72    |
| 2    | Gustav Oehrli         | Svizzera | 70    |
| 3    | Ernst Riedlsperger    | Austria  | 67    |

#### Slalom gigante
| Pos. | Nome                 | Nazione  | Punti |
| ---- | -------------------- | -------- | ----- |
| 1    | Hubert Strolz        | Austria  | 96    |
| 2    | Peter Lüscher        | Svizzera | 76    |
| 3    | Bruno Kernen         | Svizzera | 58    |
| 3    | Karl Heinz Schnitzer | Austria  | 58    |

#### Slalom speciale
| Pos. | Nome                  | Nazione  | Punti |
| ---- | --------------------- | -------- | ----- |
| 1    | Lars-Göran Halvarsson | Svezia   | 90    |
| 2    | Daniel Fontaine       | Francia  | 80    |
| 3    | Peter Lüscher         | Svizzera | 65    |

## Donne

### Classifiche

#### Generale
| Pos. | Nome                   | Nazione  | Punti |
| ---- | ---------------------- | -------- | ----- |
| 1    | Diane Haight           | Canada   | 168   |
| 2    | Brigitte Oertli        | Svizzera | 157   |
| 3    | Blanca Fernández Ochoa | Spagna   | 148   |

#### Discesa libera
| Pos. | Nome                | Nazione  | Punti |
| ---- | ------------------- | -------- | ----- |
| 1    | Maria Laura Alberti | Italia   | 53    |
| 2    | Brigitte Oertli     | Svizzera | 48    |
| 3    | Gabriele Weber      | Austria  | 42    |

#### Slalom gigante
| Pos. | Nome                   | Nazione        | Punti |
| ---- | ---------------------- | -------------- | ----- |
| 1    | Blanca Fernández Ochoa | Spagna         | 105   |
| 2    | Michaela Gerg          | Germania Ovest | 104   |
| 3    | Roswitha Steiner       | Austria        | 70    |

#### Slalom speciale
| Pos. | Nome                   | Nazione | Punti |
| ---- | ---------------------- | ------- | ----- |
| 1    | Dorota Tlałka          | Polonia | 75    |
| 2    | Rosi Aschenwald        | Austria | 72    |
| 3    | Blanca Fernández Ochoa | Spagna  | 64    |